# آخكن (سقز)
قرية آخكن (بالكردية: ئاخکەن) هي إحدى القرى التابعة لـسرا في ريف قسم مركزي من مقاطعة سقز، في محافظة كردستان الإيرانية.

## السكان
حسب إحصاءات سنة 2006، بلغ إجمالي السكان في آخكن 572 نسمة وعدد المساكن 112 مسكن. لغة سكان آخكن هي اللغة الكردية وهم من أهل السنة والجماعة والمذهب الشافعي.